# Zahlungsverjährung
Die Zahlungsverjährung ist eine Form der Verjährung im deutschen Steuerrecht (§ 228 Abgabenordnung). Sie lässt den Anspruch aus dem Steuerschuldverhältnis erlöschen. Sie darf nicht mit der Festsetzungsverjährung verwechselt werden.

## Beginn und Dauer
Die Zahlungsverjährung beginnt mit Ablauf des Jahres zu laufen, in dem der Steueranspruch erstmals fällig war. Die Fälligkeit richtet sich zunächst nach den einzelnen Steuergesetzen. Fehlt eine solche Regelung, tritt die Fälligkeit frühestens mit der Festsetzung des Anspruchs, spätestens jedoch mit Ablauf der mit dem Leistungsgebot gesetzten Zahlungsfrist ein. Die Zahlungsverjährungsfrist beträgt 5 Jahre; für hinterzogene Steuern wurde sie 2017 auf zehn Jahre verlängert.

## Hemmung des Fristablaufs
Der Fristablauf wird gemäß § 230 AO gehemmt, sofern der Anspruch infolge höherer Gewalt innerhalb der letzten sechs Monate der Frist nicht verfolgt werden konnte. Die Verjährungsfrist verlängert sich um diesen Zeitraum.

## Unterbrechung der Verjährung
Durch das Geltendmachen des Anspruchs gegenüber dem Schuldner wird der Fristlauf unterbrochen. Welche Handlungen dies sind, ist abschließend in § 231 Abs. 1 AO  definiert, dazu gehören insbesondere:
- das schriftliche Geltendmachen in Form einer Mahnung
- die Stundung und die Aussetzung der Vollziehung
- das Ergreifen von Vollstreckungsmaßnahmen
- die Anmeldung im Insolvenzverfahren

Es genügt, dass das Schriftstück, das die Maßnahme dokumentiert, die Finanzbehörde vor Fristablauf verlassen hat, unerheblich ist, wann es dem Schuldner zugegangen ist. Durch die Unterbrechungshandlung beginnt mit Ablauf des Kalenderjahres, in dem die Unterbrechung beendet war, eine neue Verjährungsfrist zu laufen.